# Denk aan Henk
Denk aan Henk was een radioprogramma van de Nederlandse omroep VARA.
Het programma werd vanaf 15 januari 1991 tot 28 augustus 2003 uitgezonden van maandag tot en met donderdag tussen 12:00 en 14:00 uur op Radio 3 (vanaf 1994 Radio 3FM). De presentator en naamgever was Henk Westbroek. Westbroek was in 1997 mede-oprichter van Leefbaar Utrecht en werd in 1999 actief voor Leefbaar Nederland. Hij werd in 2002 vanwege politieke uitlatingen in Denk aan Henk door de VARA enige tijd op non-actief gesteld. In 2003 werd zijn contract niet verlengd, waarmee het programma ten einde kwam.
Een terugkerend onderdeel in het programma was het spelletje Wat is waar.